# Radio Primitive
Radio Primitive è una radio comunitaria che trasmette da Reims e trasmette i suoi programmi nelle immediate vicinanze. Nata ufficialmente a ottobre 1981, dopo tre anni "pirata", è una delle radio fondatrici di Ferarock, di cui è ancora membro in 2020.

## Storia
Nel 1977, nascita di Radio Manivesle, radio pirata, sotto l'impulso di un gruppo di affinità, collegato all'associazione L'Egregore (membro dell'OCL Organizzazione Comunista Libertaria)..

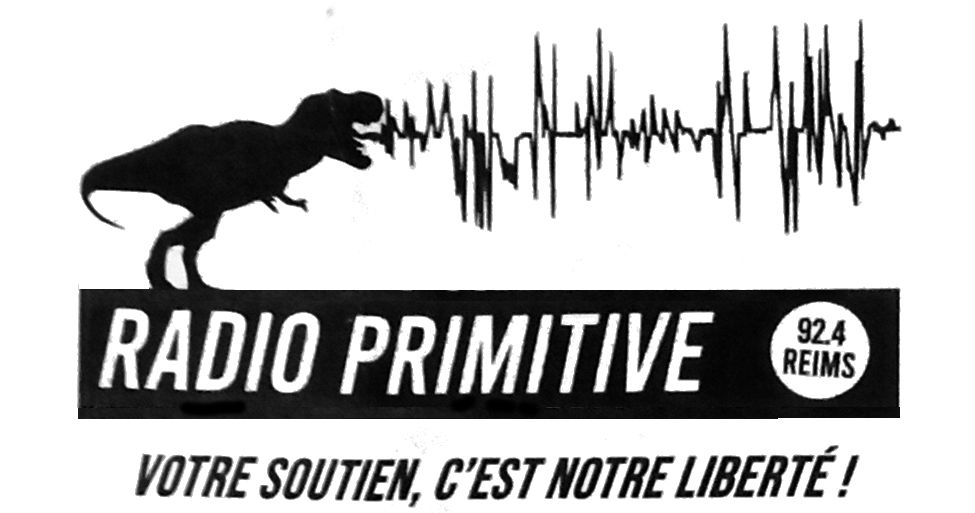
logo.

Il 6 ottobre 1981, Radio Primitive è stata creata con il nome di "Reims Radio FM" nella Maison pour Tous nel quartiere Chemin Vert.
Durante i mesi di Agosto 1982 e 1983, ha trasmesso un annuncio in loop che spiega che i programmi riprenderanno il 1 settembre.
In Marzo 1984, ha cambiato il suo nome in "RFM 93", prima di essere ribattezzato "FM" e adottare lo slogan "radio primitiva".
Il 22 maggio 1984, un primo furto con scasso ha avuto luogo all'interno della stazione e un secondo il 16 marzo 1985.
Il 13 settembre 1986, la radio si trasferì in rue Flodoard. Nel 1991, ha cambiato di nuovo il suo nome in Radio Primitive.
Da 4 ottobre 1986, trasmette in stereo.

## Descrizione
Radio Primitive è installata nel quartiere di Orgeval, a Reims.
Fondata da Michel Leroy e Luc Roussard, entrambi da "Radio Manie-Vesle" (radio pirata che trasmetteva sulle montagne di Reims), Radio Primitive è la più antica radio associativa di Reims e membro fondatore di Férarock.
Il programma Les intouchibles è stato creato da zero da Radio Primitive. Ospitato da Gilles Blondé, Michel Clément e Hervé Schneider, è stato in seguito un grande successo su 88.6 (radio che diventerà un franchising Fun radio).
L'autore Pol Dodu, durante i suoi studi, faceva parte del team di Radio Primitive e Syned Tonetta, anche autore.
Radio Primitive è una stazione radio che trasmette 24 ore al giorno, numero all'anno con programmi tematici, relazioni, interviste, documentari sonori, programmi creativi, programmi musicali.
È anche un media associativo che riferisce quotidianamente sulla vita sociale e culturale locale (e regionale), di cui trasmette informazioni.
Radio Primitive è un'associazione di legge del 1901.
Trasmette anche su Internet e offre podcast dalle sue varie trasmissioni.

## Galleria d'immagini

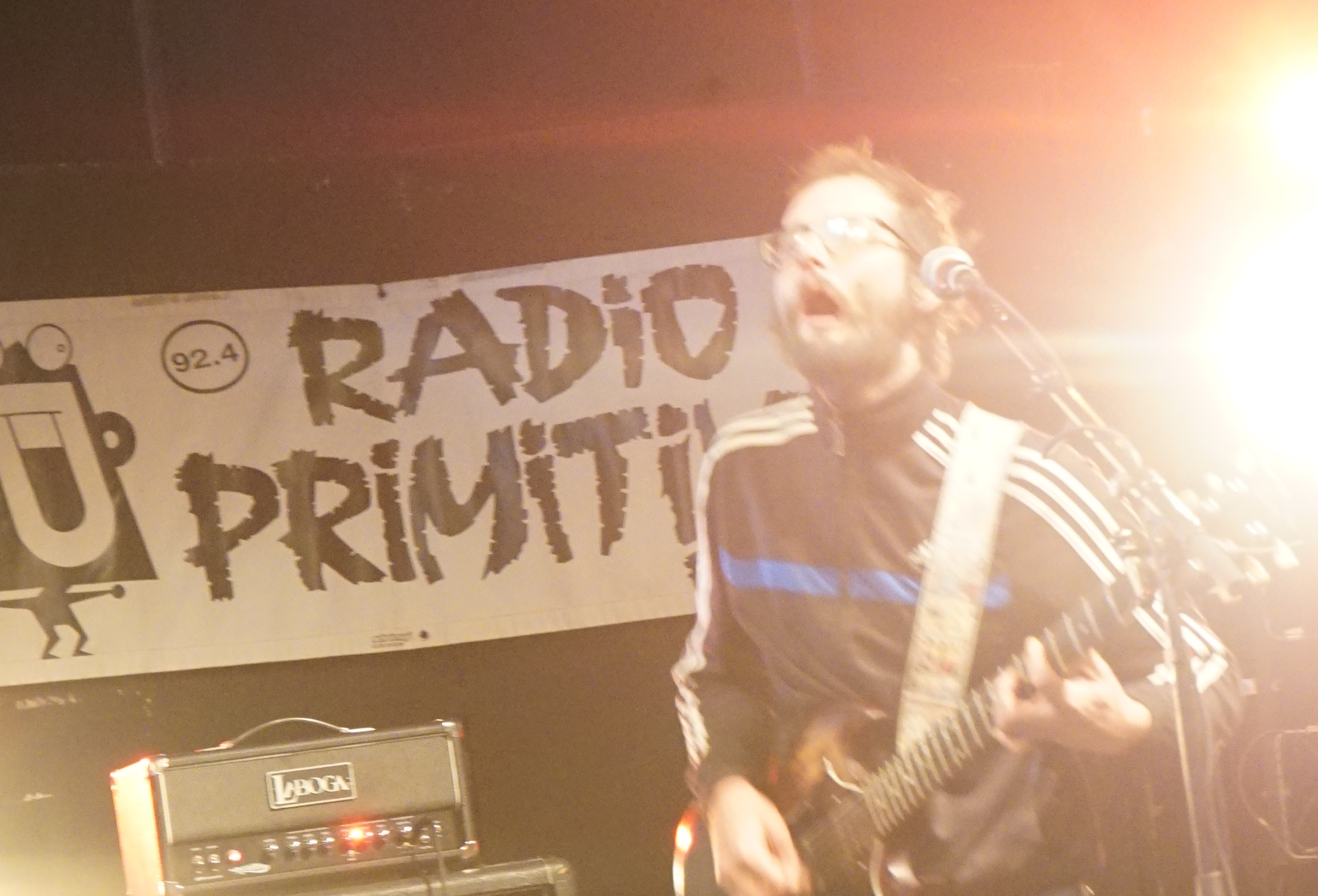
Concerti
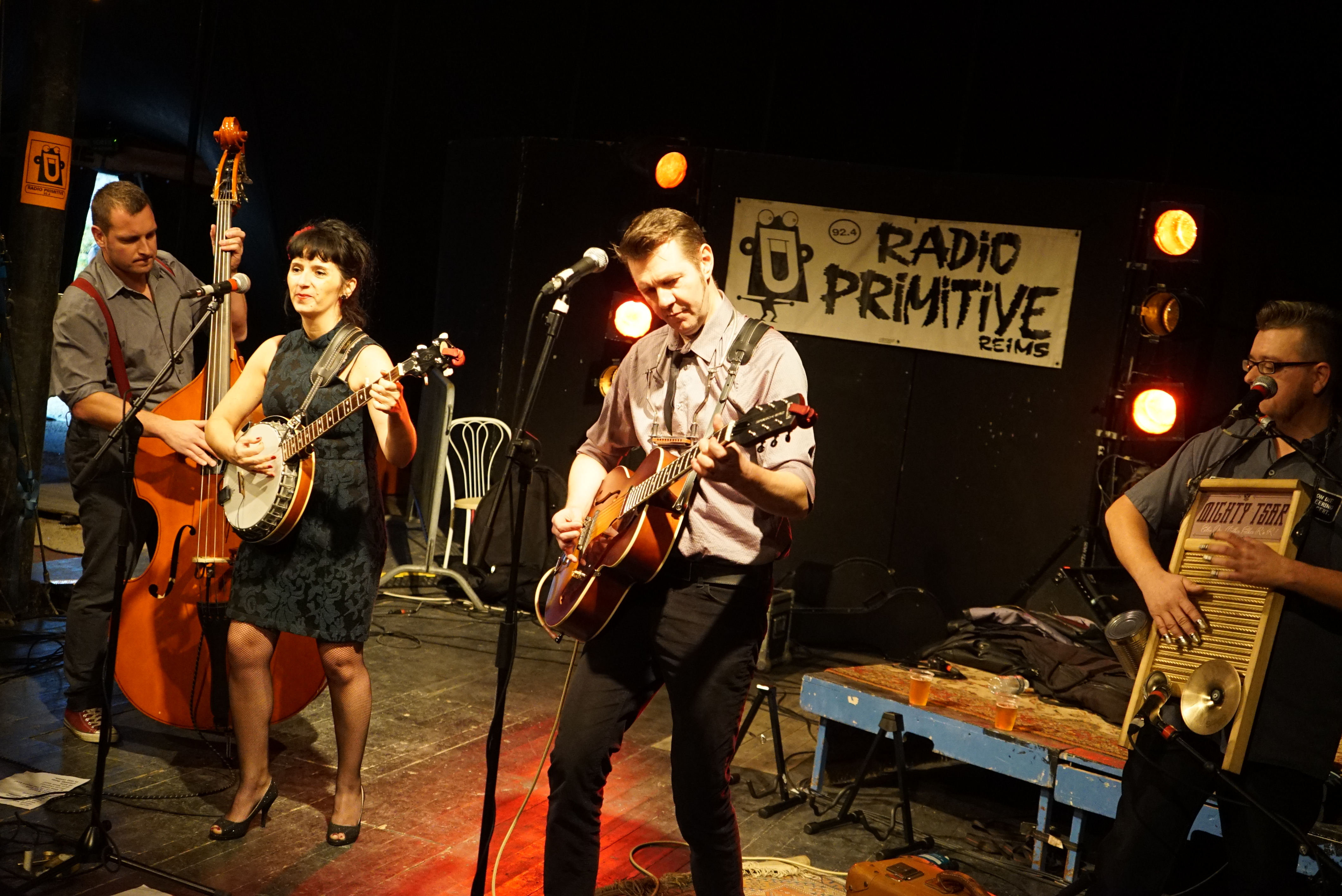
per festeggiare
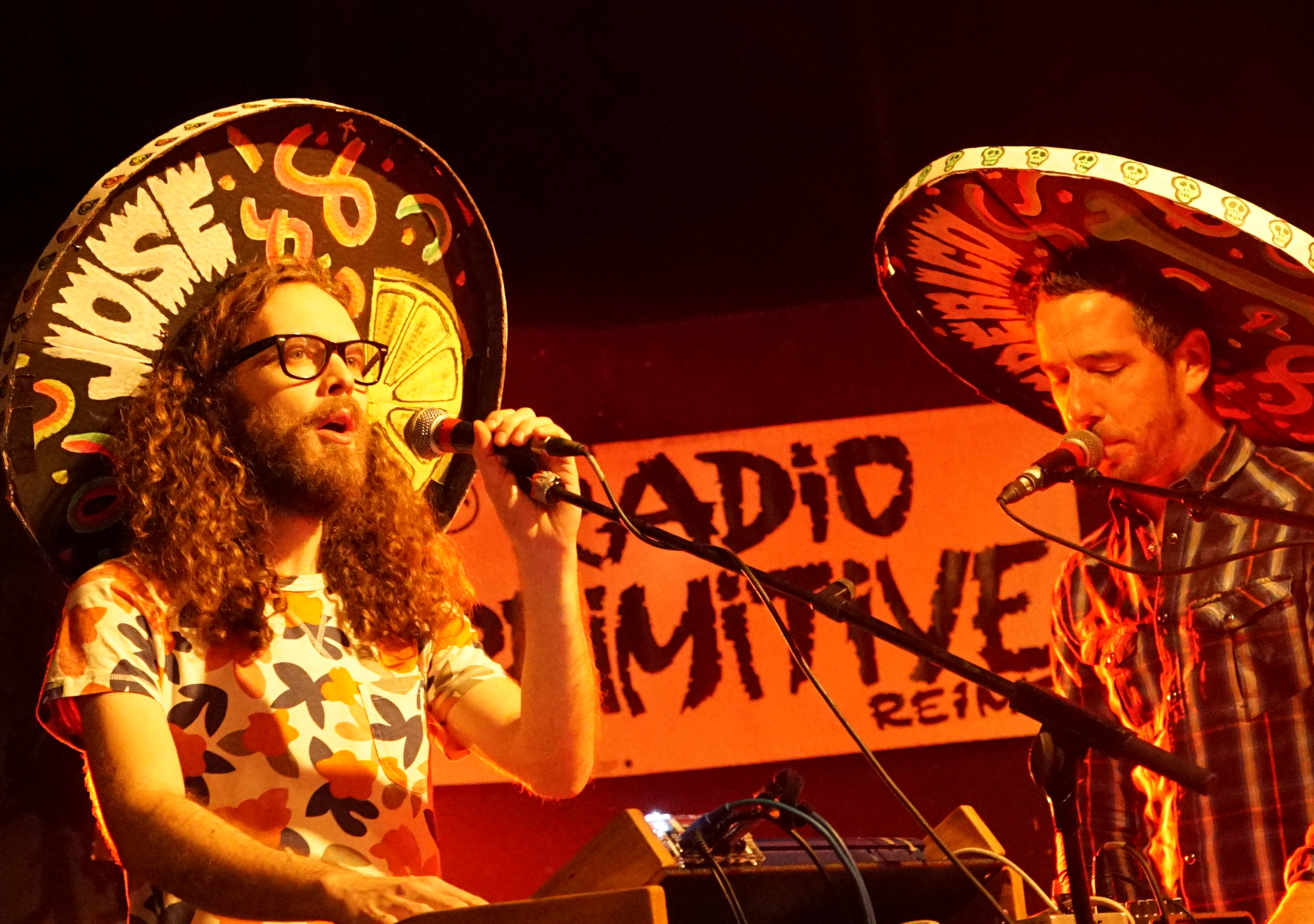
35 anni.
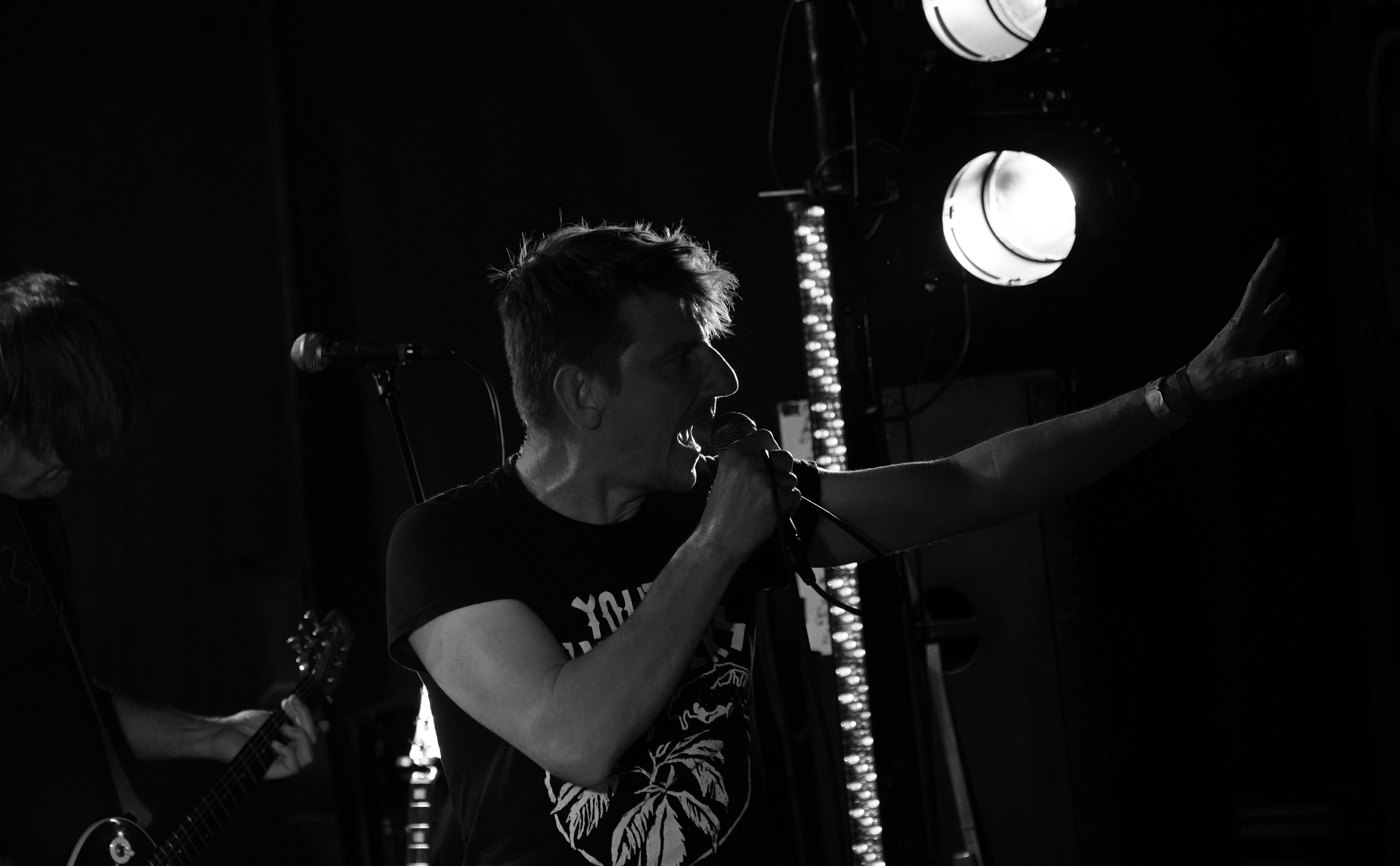
Burning Heads.